# Kungur
Kungur (ru. Кунгур) este un oraș din Regiunea Perm, Federația Rusă și are o populație de 68.943 locuitori. Orașul este situat la marginea se vest a munților Ural pe maul lui Silva în regiunea Perm. Din punct geografic el este ultimul oraș din Europa aflat la granița cu Asia.

## Istoric
Kungur a fost întemeiat în anul 1648, populația fiind formată mai ales din iobagi fugiți de pe moșiile boierilor, ei au fost scutiți de guvernul rus, timp de trei ani să plătească impozite. Acest privilegiu a atras și  alți iobagi, astfel numărul poulației atinge cifra de 1000 loc. Localitatea era însă periodic atacată și incendiată de bașkiri și tătari, populația fiind omorâtă sau izgonită. Țarul Alexei I. în 1663, a luat  măsuri de refacere și fortificare a localității pe o colină la ca. 20 km. de locul inițial, aceste măsuri strategice au asigurat orașului posibilitatea de a respinge peste un secol asaltul răsculaților conduși de Emelian Pugaciov. În secolul XVII prin așezarea ei geografică va crește importanța economică a orașului, populația va atinge 3000 loc. din care 337 erau negustori, urmând ca în secolele următoare să apară manufacturi de prelucrare a pieilor. După revoluția comunistă din octombrie au apărut fabrici și uzine, dezvoltându-se industria textilă, alimentară și constructoare de mașini. În prezent ramurile economice principale sunt reprezentate de industria prelucrării pieilor și turism. Regiunea orașului este o regiune de munte, un punct de atracție turistic este o peșteră, ghețar care are 60 de lacuri și o lungime de 5.600 m. După legendă în peșteră în anul 1578, ar fi petrecut  o noapte trupele de cazaci conduși de atamanul Ermak Timofeevici cuceritorul Siberiei.

## Atractii turistice
In Kungur se afla una dintre cele mai importante atractii turistice, declarata monument UNESCO, Pestera de Gheata - Kungurg Ice Cave , veche de zeci de mii de ani.

## Personalități marcante
- Dimitri Fiodorov, constructor de avioane